# Saeko Chiba
Saeko Chiba (千葉 紗子 Chiba Saeko?) es una seiyū que nació el 26 de agosto de 1977 en Tokio, Japón. Creció en Tokio, Japón, y se casó en su cumpleaños número 30: 26 de agosto de 2007.

## Biografía
Saeko Chiba tomó clases de ballet a una edad temprana con la ambición de convertirse en parte de Takarazuka Revue. Sin embargo, después de haber fallado la prueba de ingresó para la Escuela de Música Takarazuka en su tercer año de la escuela secundaria, se unió a la Minami Aoyama Shōjo Kageki Dan  ( 南 青山 少女 歌劇 団   Grupo femenino de Ópera de Aoyama Sur?) un stage grupo de chicas adolescentes.
Después de haber tenido varios papeles principales durante los tres años que pasó con la compañía, Saeko fue entonces elegida para el papel principal de actuación de voz Kotori Haruno en el juego Kitae de Dreamcast. Después de haber tenido el gusto de ser una actriz de voz y decidir que prefería la actuación de voz para interpretar en el escenario, Saeko decidió seguir la carrera de tiempo completo.
Algunos de sus papeles tempraneros incluyen su actuación de voz debut como Tsubaki Sakura en Kare Kano, Kitsune no Akane en Angel Tales, y Elliot Chapman en Sci- Fi Harry. Saeko era famosa por su pelo largo, recto, negro y aspecto exterior aparentemente fría, que la llevó a lanzarse en varios papeles tsundere y 'cool-Girl'. A continuación, se cortó el pelo corto en la primavera de 2005, que curiosamente coincidió con el aumento de la diversidad de sus papeles, como Saeko misma observó en el My-HiME entrevista fandisc.
Saeko también ha llevado a cabo una carrera de cantante con Yuki Kajiura, que escribió música para algunos de los espectáculos escénicos Nansho, escribiendo y produciendo casi todo su material. Su primer sencillo fue Koi no Kiseki, el tema musical para el juego de PlayStation Meguri Aishite. Desde entonces, ha lanzado nueve sencillos y dos álbumes, junto con varias canciones de personajes y CD drama. También ha realizado canciones para juegos como Alundra 2 y Atelier Judie.
Saeko fue también parte del grupo Tiaraway con el también miembro de Nansho Yuka Nanri. Originalmente grabando y actuando como 'Saeko Chiba y Yuka Nanri' Memories Off 2nd, el dúo lanzó tres sencillos y un álbum antes de romper el 6 de marzo de 2005.

## Vida privada
El 17 de febrero de 2011 Saeko dio a luz a su primer bebé, una niña.

## Papeles interpretados
El orden de esta lista es personaje, serie

### Anime
1998
- Kare Kano (Tsubaki Sakura)

2000
- Boogiepop Phantom (Yoko Sasaoka)
- Hamtaro (Lapis-chan)
- Sci-Fi Harry (Elliot Chapman)

2001
- Angel Tales (Kitsune no Akane)

2002
- Narue no Sekai (Hajime Yagi)
- UFO Ultramaiden Valkyrie (Akina Nanamura)
- Heat Guy J (Kyoko Milchan)
- Duel Masters (Sayuki Manaka)

2003
- Nanaka 6/17 (Chie Kazamatsuri)
- Tenshi no Shippo Chu! (Fox Akane)
- Ultra Maniac (Maya Orihara)
- Avenger (Maple)
- UFO Ultramaiden Valkyrie 2: December Nocturne (Akina Nanamura)
- Chrono Crusade (Azmaria Hendric)

2004
- Gravion Zwei (Fei Shinruu)
- Aishiteruze Baby (Ayumi Kubota)
- Madlax (Chiara)
- Duel Masters Charge (Shayuki Manaka)
- Rockman.EXE Stream (Jasmine)
- My-HiME (Natsuki Kuga)
- W Wish (Tsubasa Ohtori)
- Kujibiki Unbalance (Ritsuko Kyuberu Kettenkraftrad)

2005
- Gun x Sword (Priscilla)
- Peach Girl (Momo Adachi)
- Buzzer Beater (Claire)
- MÄR (Aidou)
- Best Student Council (Miura)
- Tsubasa: RESERVoir CHRoNiCLE (Oruha)
- UFO Ultramaiden Valkyrie 3: Bride of Celestial Souls' Day (Akina Nanamura)
- Noein (Ai Hasebe)
- Rockman.EXE Beast (Jasmine)
- Gunparade Orchestra (Noeru Sugawara)
- My-Otome (Natsuki Kruger)
- Bokusatsu Tenshi Dokuro-chan (Dokuro Mitsukai)

2006
- Jigoku Shōjo (Yuuko Murai)
- Ayakashi (Oshizu)
- Bakegyamon (Kagari)
- Ray (Anna Takekawa)
- Nana (Miu Shinoda)
- Gin-iro no Olynssis (Marika)
- Code Geass: Lelouch of the Rebellion (Nina Einstein)
- Venus to Mamoru (Mitsuki Fujita)

2007
- D.Gray-man (Liza)
- Ghost Slayers Ayashi (Kiyohana)
- Nodame Cantabile (Reina Ishikawa)
- GIANT ROBO (Maria Vovnich)
- Reideen (Akira Midorino)
- Nagasarete Airantou (Ayane)
- Bokurano (Chizu's older sister)
- Spider Riders: Yomigaeru Taiyou (Corona)
- Buzzer Beater 2 (Claire)
- Bludgeoning Angel Dokuro-Chan Second (Dokuro-chan)
- Majin Tantei Nōgami Neuro (Shouko Hayami)
- Dragonaut: The Resonance (Widow)
- Goshūshō-sama Ninomiya-kun (Shinobu Kirishima)
- Shugo Chara! (Nadeshiko Fujisaki)
- Minami-ke (Hayami)

2008
- Rosario + Vampire (Rubi Tōjō)
- Shigofumi (Natsuka Kasai)
- Minami-ke: Okawari (Hayami-senpai, Hiroko)
- XxxHOLiC: Kei (Neko Musume)
- Psychic Squad (Bullet (Young), Chil Chil's Rival, Mary Ford, Momiji Kanou)
- Code Geass: Lelouch of the Rebellion R2 (Nagisa Chiba, Nina Einstein)
- Glass Maiden (Sofia)
- Scarecrowman (Elsa)
- Strike Witches (Mio Sakamoto)
- Birdy the Mighty: Decode (Birdy Cephon Altera)
- Mission-E (Yuma Saito)
- Blade of the Immortal (Ren)
- Rosario + Vampire Capu2 (Rubi Toujou)
- Shugo Chara!! Doki! (Nagihiko Fujisaki)
- Kemeko Deluxe! (Aoi-chan)

2009
- Shikabane Hime: Kuro (Rika Aragami
- Minami-ke: Okaeri (Hayami-sempai, Hiroko)
- Birdy the Mighty Decode:02 (Birdy)
- Spice and Wolf II (Amartie)
- Jungle Emperor Leo (Professor Hikawa)
- Shugo Chara! (Nagihiko Fujisaki)
- Kaidan Restaurant (Aya)

2010
- Densetsu no Yūsha no Densetsu (Madre de Sion)

2011
- Wandering Son (Chizuru Sarashina)

2013
- Minami-ke Tadaima (Hayami)

### OVA
- .hack//Liminality (Yuki Aihara)
- Bludgeoning Angel Dokuro-Chan (Dokuro Mitsukai)
- Cosplay Complex (Maria Imai)
- Karas (Yoshiko Sagizaka)
- Iriya no Sora, UFO no Natsu (Akiho Sudou)
- Kikoushi-Enma (Yukihime)
- King of Bandit Jing in Seventh Heaven (Benedictine)
- Kujibiki Unbalance (Ritsuko Kübel Kettenkrad)
- Sci-Fi Harry (Elliott Chapman)
- Tristia of the Deep-Blue Sea (Panavia Tornado)
- My-Otome Zwei (Natsuki Kruger)
- Tetsuwan Birdy: Decode OVA "The Chiper" (Birdy Cephon Altera)
- Code Geass: Nunally In Wonderland (Nina Einstein)

### Videojuegos
- Alundra 2: A New Legend Begins (Aishia)
- Case Closed: The Mirapolis Investigation (Linda Hanayama)
- Chocolat~maid cafe curio (Kanako Akishima)
- Dengeki Bunko: Fighting Climax (Dokuro-Chan)
- Dengeki Gakuen RPG: Cross of Venus (Dokuro-Chan)
- Grandia III (Unama)
- Kita he~White Illumination (Kotori Haruno)
- Kita he~Photo Memories (Kotori Haruno)
- Memories Off 2nd (Takano Suzuna)
- My-HiME ~Unmei no Keitōju~ (Natsuki Kuga)
- Tales of Hearts (Beryl Benito)
- Tales of Vesperia (Nan)

## Discografía

### Sencillos
| # | Título                                 | Fecha de lanzamiento | Posición en lista Oricon |
| - | -------------------------------------- | -------------------- | ------------------------ |
| 1 | Koi no Kiseki (恋の奇跡?)              | 27/2/1999            | _                        |
| 2 | Carry On Everyday                      | 20/11/1999           | _                        |
| 3 | Twinkle Star (トゥインクル☆スター?)    | 25/4/2001            | _                        |
| 4 | Daiya no Genseki (ダイヤの原石?)       | 24/8/2002            | _                        |
| 5 | Sayonara (さよなら?)                   | 10/11/2002           | _                        |
| 6 | Hikari (ひかり?)                       | 22/1/2003            | 163                      |
| 7 | Ice Cream (アイスクリイム?)            | 21/5/2003            | 73                       |
| 8 | Winter Story                           | 27/11/2003           | 106                      |
| 9 | Sayonara Solitia (さよならソリティア?) | 21/1/2004            | 53                       |

### Canciones de personajes
| # | Título | Fecha de lanzamiento |
| - | --- | -------------------- |
| 1 | Kirei na Namida~Kirei na Namida Yasashii Kimochi~ (きれいな涙~きれいなナミダ やさしいキモチ~?)                      | 3/12/2003            |
| 2 | Mizube no Hana (水辺の花?)                                                                                          | 15.9.2004            |
| 3 | Ichigo Mashimaro Character Image CD Volume 1: Chika (苺ましまろ キャラクターイメージCD(1)「千佳」?)                 | 9/3/2005             |
| 4 | Rosario + Vampire Character Single 5: Ruby Toujou (ロザリオとバンパイア キャラクターソングシリーズ(5) 橙条瑠妃?)    | 26/3/2008            |
| 5 | Rosario + Vampire Capu2 Character Single 6: Ruby Toujou (ロザリオとバンパイアCapu2 キャラクターソング(6) 橙条瑠妃?) | 26/3/2008            |
| 6 | Shugo Chara! Character Song Album Best 2: Hana Tegami 花手紙 (?)                                                    | 5/8/2009             |

### Álbumes
| n.º | Título     | Fecha de Lanzamiento | Posición en lista Oricon |
| --- | ---------- | -------------------- | ------------------------ |
| 1   | Melody     | 26/3/2003            | 201                      |
| 2   | Everything | 23/6/2004            | 126                      |